# Festival Internacional de Cine de San Sebastián 1971
La 19.ª edición del Festival Internacional de Cine de San Sebastián tuvo lugar entre el 7 y el 16 de julio de 1971. En esta edición continuaba teniendo la categoría A de la FIAPF como festival competitivo no especializado.

## Desarrollo
El Festival fue inaugurado el 7 de julio con la presencia del director general de Cinematografía Enrique Thomas de Carranza y con la proyección fuera de concurso de Verano del 42 de Robert Mulligan, que fue entrevistado después de la proyección por Gemma Cuervo. Al mismo tiempo, el Museo de San Telmo hacía una exposición organizada por Luis Gómez Mesa sobre la vida y obra de King Vidor, miembro del jurado oficial y del cual se ofrece una retrospectiva de su obra en esta edición. El día 9 se proyectaron la soviética Molòdie de Nikolai Moskalenko y la húngara Sárika drágám, que no fue bien acogida por los críticos. El día 10 se exhibieron La carcoma de Ingmar Bergman y Unman, Wittering and Zigo de John Mackenzie, que recogieron buenas críticas. El día 11 fueron exhibidas Brewster McCloud de Robert Altman, Eberesuto dai kakko (Sinfonía de l'Everest) de Isao Zeniya y la checoslovaca Už zase skáču přes kaluže, a la vez que se exhibieron en la sección informativa Muerte en Venecia, triunfadora en el Festival de Cannes. Los días 12 y 13 se mostraron Ça n'arrive qu'aux autres (donde fue alabada la actuación de Catherine Deneuve), la soviética El tío Vània Crónica de una señora y Wezwanie. El día 14 se exhibió la española Los gallos de la madrugada, que fue muy protestada, y Juste avant la nuit, a la vez que visitaban el festival Vittorio Gassman y Mark Lester. El día 15 se proyectaron Le Genou de Claire, The Hellstrom Chronicle y Bartleby y en la sección informativa se proyectó Sacco e Vanzetti. El día 15 se presentó Mecanismo interior del portorriqueño Ramón Barco y Brancaleone en las cruzadas, presentada por su protagonista Vittorio Gassman. También visitó el festival Britt Ekland. El día 16 se proyectaron Love Story y se entregarron los premios.

## Retrospectiva
Este año se dedicaría una sección retrospectiva al director estadounidense King Vidor, del cual se proyectaron entre otras películas El gran desfile (1925), The Crowd (1928), Street Scene (1931), Our Daily Bread  (1934), The Citadel (1938), Un hombre sin estrella (1955), Guerra y paz (1956) y Salomón y la reina de Saba (1959).

## Jurados
Jurado Oficial
- King Vidor
- Ivan Bukovčan
- Guido Cincotti
- Robert Chabert
- Julia Gutiérrez Caba
- Leopoldo Torre Nilsson
- George Willoughby

## Películas

### Programa Oficial
Las 16 películas siguientes fueron presentadas en el programa oficial:
| Título en España                              | Título original                                     | Director(es)        | País           |
| --------------------------------------------- | --------------------------------------------------- | ------------------- | -------------- |
| Bartleby                                      | Bartleby                                            | Anthony Friedman    | Reino Unido    |
| Brancaleone en las cruzadas                   | Brancaleone alle Crociate                           | Mario Monicelli     | Italia         |
| El volar es para los pájaros                  | Brewster McCloud                                    | Robert Altman       | EE. UU.        |
| Crónica de una señora                         | Crónica de una señora                               | Raúl de la Torre    | España         |
| La repentina riqueza de los pobres de Kombach | Der plötzliche Reichtum der armen Leute von Kombach | Volker Schlöndorff  | RFA            |
| Tío Vania                                     | Diadia Vania                                        | Andréi Konchalovski | URSS           |
| Al anochecer                                  | Juste avant la nuit                                 | Claude Chabrol      | Francia        |
| La rodilla de Clara                           | Le Genou de Claire                                  | Eric Rohmer         | Francia        |
| Molòdie                                       | Molòdie                                             | Nikolai Moskalenko  | URSS           |
| Sárika drágám                                 | Sárika drágám                                       | Pál Sándor          | Hungría        |
| Angustia de un querer                         | Ça n'arrive qu'aux autres                           | Nadine Trintignant  | Francia        |
| Unman, Wittering and Zigo                     | Unman, Wittering and Zigo                           | John Mackenzie      | Reino Unido    |
| Otra vez salto sobre los charcos              | Už zase skáču přes kaluže                           | Karel Kachyňa       | Checoslovaquia |
| Wezwanie                                      | Wezwanie                                            | Wojciech Solarz     | Polonia        |

### Fuera de concurso
| Título en España           | Título original            | Director(es)               | País        |
| -------------------------- | -------------------------- | -------------------------- | ----------- |
| Los gallos de la madrugada | Los gallos de la madrugada | José Luis Sáenz de Heredia | España      |
| Love Story                 | Love Story                 | Arthur Hiller              | EE.UU.      |
| Mecanismo interior         | Mecanismo interior         | Ramón Barco                | Puerto Rico |
| Verano del 42              | Summer of '42              | Robert Mulligan            | EE.UU.      |
| Sinfonia del Everest       | Eberesuto dai kakko        | Isao Zeniya                | Japón       |
| Los herederos de la tierra | The Hellstrom Chronicle    | Walon Green                | EE.UU.      |
| La carcoma                 | Beröringen                 | Ingmar Bergman             | EE.UU.      |

## Palmarés
Ganadores de la Sección no oficial del 19º Festival Internacional de Cine de San Sebastián de 1971:
- Concha de Oro a la mejor película: La rodilla de Clara, de Eric Rohmer
- Concha de Oro al mejor cortometraje:El sueño del Pongo, de Santiago Álvarez Román
- Concha de Plata a la mejor dirección:
  - Tío Vania de Andréi Konchalovski
  - Verano del 42 de Robert Mulligan
  - Otra vez salto sobre los charcos de Karel Kachyňa
- Concha de Plata a la mejor actriz: Graciela Borges, por Crónica de una señora
- Concha de Plata al mejor actor: Vittorio Gassman, por Brancaleone en las cruzadas
- Mención especial del Jurado: Bartleby de Anthony Friedman